# Représailles (film)
Pour les articles homonymes, voir Représailles (homonymie).
Pour plus de détails, voir Fiche technique et Distribution.
Représailles (Reprisal), ou Riposte blindée au Québec, est un film d'action américain réalisé par Brian A. Miller, sorti en 2018.

## Synopsis
Jacob (Frank Grillo), un directeur de banque hanté par un violent hold-up qui a coûté la vie à un collègue, fait équipe avec son ancien voisin policier, James (Bruce Willis), pour faire tomber l'agresseur. Alors que les deux hommes travaillent ensemble pour déterminer la prochaine action du voleur, Gabriel (Johnathon Schaech), le criminel hautement qualifié, a une longueur d'avance. Lorsque Gabriel kidnappe la femme (Olivia Culpo) et la fille de Jacob, Jacob s'engage dans une voie sanglante qui déclenche une contre-attaque explosive et amène les trois hommes au point de rupture.

## Fiche technique
- Titre original : Reprisal
- Titre français : Représailles (ancien titre, en 2018 : Représaille)
- Titre québécois : Riposte blindée
- Réalisation : Brian A. Miller
- Scénario : Bryce Hammons
- Montage : Ryan Dufrene
- Décors : Andrew W. Bofinger
- Costumes : Rachel Stringfellow
- Musique : Sonya Belousova et Giona Ostinelli
- Photographie : Peter Holland
- Production : Randall Emmett, George Furla et Mark Stewart
- Sociétés de production : Lionsgate Premiere, Grindstone Entertainment Group, EFO, Ingenious et Kind Hearts Entertainment
- Sociétés de distribution : Lionsgate Premiere (Etats-Unis), VVS Films (Québec), StudioCanal (France)
- Langue originale : anglais
- Format : couleur — 1,85:1
- Genre : action
- Durée : 89 minutes
- Dates de sortie :
  - États-Unis : 31 août 2018
  - France : 11 octobre 2018 (diffusion TV)[1] ; 1er août 2019 (en DVD)

## Distribution
- Bruce Willis (VF : Patrick Poivey ; VQ : Jean-Luc Montminy) : James
- Frank Grillo (VF : Nessym Guetat ; VQ : Pierre Auger) : Jacob Tasker
- Johnathon Schaech (VQ : Louis-Philippe Dandenault) : Gabriel
- Olivia Culpo (VQ : Ariane-Li Simard-Côté) : Christina Tasker
- Natali Yura (VQ : Dominique Lanie) : Maribel
- Uncle Murda : Barney
- Natalia Sophie Butler (VQ : Alexandra Sicard) : Sophia Tasker
- Tyler Jon Olson : Casey
- Wass Stevens : Fredericks
- Colin Egglesfield (VQ : Alexis Lefebvre) : Agent FBI Fields
- Geoff Reeves : Porter
- Shea Buckner : Mitchell
- Christopher Rob Bowen (VQ : Gilbert Lachance) : Detective Roberts

## Accueil

### Accueil critique
Sur l'agrégateur américain Rotten Tomatoes, le film récolte 8 % d'opinions favorables pour 13 critiques. Sur Metacritic, il obtient une note moyenne de 19⁄100 pour 9 critiques.